# نتونی مورن
نتونی مورن (فرانسوی: Anthony Morin‎؛ زادهٔ ۲۷ ژوئن ۱۹۷۴ ‏(۵۰ سال)) دوچرخه‌سوار اهل فرانسه است.